# Hällesdalen
Hällesdalen är en bebyggelse i Ödsmåls socken i Stenungsunds kommun i Bohuslän. Hällesdalen har varit plats för trankokeri som ägdes av P.M. Pettersson i Göteborg. I Hällesdalen finns Sveriges första hus med eternitfasad.